# Саманта Сейнт
Сама́нта Сейнт (англ. Samantha Saint; нар. 8 червня 1987 року, Мемфіс, Теннессі, США) — американська порноакторка.

## Порноіндустрія
Вперше знялась в порнофільмі у 2011. У вересні 2012 підписала контракт із Wicked Pictures. Була «кішечкою місяця» в жовтні 2012.

## Нагороди та номінації
| Рік  | Церемонія  | Результат | Нагорода | Робота                               |
| ---- | ---------- | --------- | --- | ------------------------------------ |
| 2012 | AVN Award  | Номінація | Best New Starlet | Н/Д                                  |
| 2012 | XBIZ Award | Номінація | New Starlet of the Year | Н/Д                                  |
| 2012 | XBIZ Award | Номінація | Porn Star Site of the Year | SamanthaSaint.com                    |
| 2013 | AVN Award  | Номінація | Best Boy/Girl Sex Scene (з Voodoo) | The Insatiable Miss Saint            |
| 2013 | AVN Award  | Номінація | Best Oral Sex Scene | The Insatiable Miss Saint            |
| 2013 | AVN Award  | Номінація | Best Three-Way Sex Scene (B/B/G) (з Джеймсом Діном і Voodoo) | The Insatiable Miss Saint            |
| 2013 | AVN Award  | Номінація | Female Performer of the Year | Н/Д                                  |
| 2013 | XBIZ Award | Номінація | Female Performer of the Year | Н/Д                                  |
| 2013 | XBIZ Award | Номінація | Best Scene — Vignette Release (з Алексіс Монро та Марком Вудом) | Office Politics                      |
| 2014 | AVN Award  | Номінація | Best All-Girl Group Sex Scene (з Джессою Роудс і Анною Морна) | Bikini Outlaws                       |
| 2014 | AVN Award  | Номінація | Best Solo Sex Scene | Samantha Saint Is Completely Wicked  |
| 2014 | AVN Award  | Номінація | Best Three-Way Sex Scene — G/G/B (з Аніккою Олбрайт в Міком Блю) | Samantha Saint is Completely Wicked  |
| 2014 | AVN Award  | Номінація | Female Performer of the Year | Н/Д                                  |
| 2014 | XBIZ Award | Номінація | Best Actress — Couples-Themed Release | Change of Heart                      |
| 2014 | XBIZ Award | Номінація | Best Scene — Vignette Release (з Лексінгтон Стіл) | Samantha Saint is Completely Wicked  |
| 2014 | XBIZ Award | Номінація | Best Scene — Couples-Themed Release (з Кені Стайлсом) | Bikini Outlaws                       |
| 2015 | AVN Award  | Номінація | Best Actress | Cinderella XXX: An Axel Braun Parody |
| 2015 | AVN Award  | Номінація | Best All-Girl Group Sex Scene (з Картер Круз та Пенні Пакс) | Cinderella XXX: An Axel Braun Parody |
| 2015 | AVN Award  | Номінація | Best Group Sex Scene (з Азою Акірою, Кейлені Лей, Саммер Брілл, Софією Фйор, Ремі Лакруа, Джеймсом Діном, Mr. Pete, Еріком Матсерсоном, Біллом Бейлі та Бредом Армстронгом) | Holly…Would                          |
| 2015 | AVN Award  | Номінація | Best Porn Star Website | SamanthaSaint.com                    |
| 2015 | XBIZ Award | Номінація | Best Actress—Parody Release | Cinderella XXX: An Axel Braun Parody |
| 2015 | XBIZ Award | Номінація | Best Scene — Parody Release (з Сетом Гемблом) | Cinderella XXX: An Axel Braun Parody |
| 2015 | XBIZ Award | Номінація | Best Scene — All-Girl (з Джейден Джеймс) | Ladies Night                         |
| 2015 | XBIZ Award | Номінація | Adult Site of the Year — Performer | SamanthaSaint.com                    |